# トリプルクラウン (WWE)
WWEにおけるトリプルクラウンとは、WWE王座、WWE・世界タッグチーム王座、WWE・インターコンチネンタル王座を全て一度でも戴冠したことがある者に贈られる栄誉である。

## 概要
WWEに存在する主要王座である、WWE王座、タッグ王座、IC王座に加え、2002年に新設されたWWE・世界ヘビー級王座とWWE・タッグチーム王座、2016年に新設されたWWEユニバーサル王座、WWE・スマックダウン・タッグチーム王座も含まれる。前述の王座を獲得前、もしくは獲得後にIC王座を獲得した場合、WWE王座と世界タッグ王座を獲得しなくても条件を満たすことができる。
なお、IC王座と同格のWWE・ユナイテッドステイツ王座と2大世界王座とほぼ同格のECW王座を獲得しても代用は認められていない。WWE王座と同格のWWEユニバーサル王座も代用は認められていない。

## 達成者
- ペドロ・モラレス
- ブレット・ハート
- ディーゼル
- ショーン・マイケルズ
- ストーン・コールド・スティーブ・オースチン
- ザ・ロック
- トリプルH
- ケイン
- クリス・ジェリコ
- カート・アングル
- エディ・ゲレロ
- クリス・ベノワ
- リック・フレアー
- エッジ
- ロブ・ヴァン・ダム
- ブッカー・T
- ランディ・オートン
- ジェフ・ハーディー
- CMパンク
- ジョン・ブラッドショー・レイフィールド
- レイ・ミステリオ
- ドルフ・ジグラー
- クリスチャン
- ビッグ・ショー
- ザ・ミズ
- ダニエル・ブライアン
- セス・ロリンズ
- ディーン・アンブローズ
- ローマン・レインズ
- コフィ・キングストン
- ブラウン・ストローマン
- AJスタイルズ
- ビッグ・E
- ケビン・オーエンズ
- フィン・ベイラー
- ドリュー・マッキンタイア
- コーディ・ローデス
- ジェイ・ウーソ

女子
- ベイリー
- アレクサ・ブリス
- ASUKA
- サーシャ・バンクス
- シャーロット・フレアー
- ベッキー・リンチ
- リア・リプリー
- ロンダ・ラウジー
- ビアンカ・ベレアー
- イヨ・スカイ